# بریجتون (مین)
بریجتون (به انگلیسی: Bridgton) شهری در ایالت مین کشور ایالات متحده آمریکا است که جمعیت آن در سرشماری سال ۲۰۱۰ میلادی، ۵٬۲۱۰ نفر بوده‌است.